# زرکوب‌ماهی‌های سربه‌زیر
زرکوب‌ماهیان سربه‌زیر (نام علمی: Cyttus) نام یک سرده از راسته زرکوب‌ماهی‌سانان است.